# Johann Baptist von Alxinger

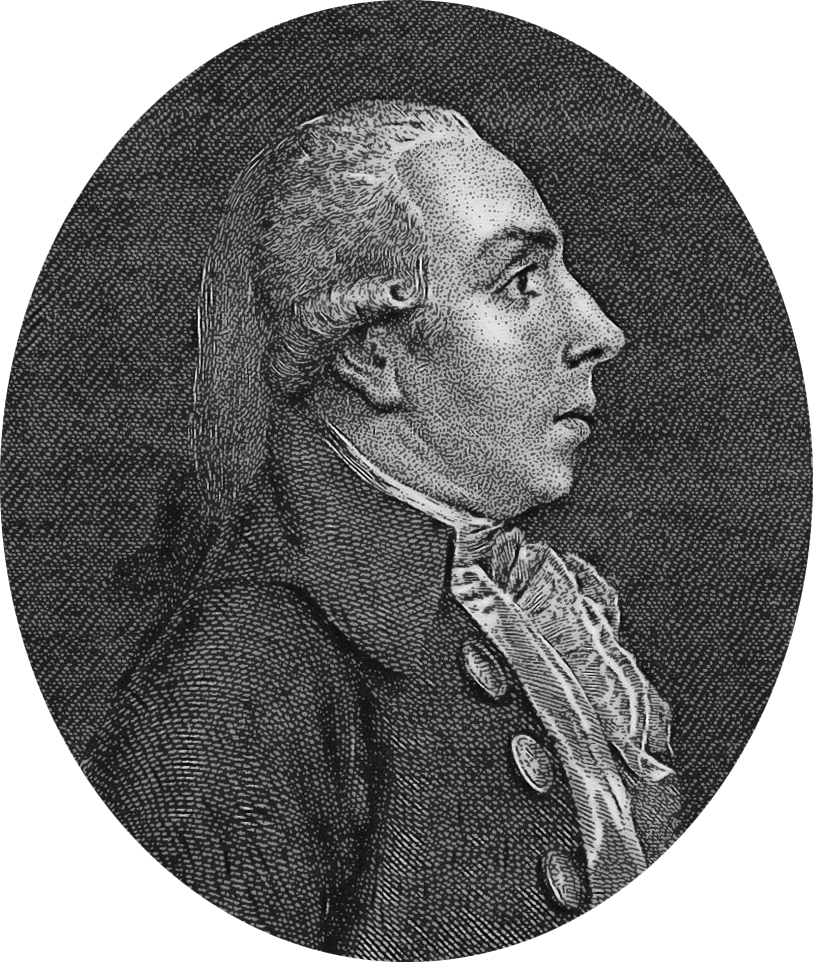
Johann Baptist von Alxinger

Johann Baptist von Alxinger (* 24. Jänner 1755 in Wien; † 1. Mai 1797 ebenda) war ein österreichischer Schriftsteller, der in seinen Epen und Gedichten die Ideale der Aufklärung vertrat.

## Leben
Alxinger wurde 1755 als Sohn eines Anwalts in Wien geboren. Er trat in die Fußstapfen seines Vaters, studierte in Jena und schloss sein Studium der Rechtswissenschaften als Doktor in Wien ab. Er wurde später kaiserlich-königlicher Hofagent und 1794 zum Reichsritter ernannt. 1794 wurde er Sekretär und Mitglied des Theaterausschusses am Burgtheater. Durch das väterliche Vermögen unabhängig, konnte der Aufklärer den Großteil seiner Zeit der Schriftstellerei widmen und seinen mittellosen Freund Lorenz Leopold Haschka unterstützen, dem er von seinem Vermögen (70.000 bis 80.000 Gulden) angeblich 10.000 Gulden schenkte.
1793 gab Alxinger die in Prag und Wien verlegte Österreichische Monathsschrift heraus, für die er einige Gedichte verfasste. Die Monathsschrift erschien u. a. wegen der strengen Zensur nur ein Jahr; die Zeitschrift bezog eine betont aufklärerische und gegen Reaktion gerichtete Position und warb für Reformen in der Hoffnung, dass Franz II. wie sein Onkel Joseph II reformerisch aktiv werden würde, wobei Alxinger die Fortschritte durch Joseph sehr kritisch sah. Eine Reise nach Berlin in den Jahren 1783 und 1784 führte zur lebenslangen Freundschaft mit Friedrich Nicolai und einer noch wachsenden Unzufriedenheit mit Zensur und Rückständigkeit in Österreich.
Alxinger arbeitete auch für die Allgemeine Literatur-Zeitung und lieferte Beiträge für Friedrich Schillers Horen, nahm jedoch in einem Brief an Nicolai deutlichen Anstoß an der Veröffentlichung von Johann Wolfgang Goethes erotischem Gedichtzyklus Römische Elegien in Schillers Zeitschrift:
Properz durfte es laut sagen, daß er eine glückliche Nacht bei seiner Freundin zugebracht habe. Wenn aber Herr von Goethe mit seiner Italienischen Maitresse vor dem ganzen Deutschland in den Horen den con-cubitum [= Beischlaf] exerziert, wer wird das billigen? Das Ärgerliche und Anstößige liegt nicht in der Sache, sondern in der Individualität.
Alxinger war aktiver Freimaurer; 1779 wurde er Mitglied in der Wiener Freimaurerloge Zum heiligen Joseph, deren Aufseher er 1782 wurde. 1785 trat er in die Loge Zur wahren Eintracht in Wien über, in der Wolfgang Amadeus Mozart verkehrte, und wurde zudem in die Loge Zur Wahrheit aufgenommen. Ende des Jahres 1781 trat er überdies dem Illuminatenorden bei. Alxinger veröffentlichte mehrere Freimaurergedichte und ein Taschenbuch für Freimaurer.
Alxinger, der zuweilen das Pseudonym Johannes Xilanger benutzte, starb 1797 in Wien.
Die Alxingergasse in Wien-Favoriten wurde 1875 nach ihm benannt.

## Werk
Vorbilder für seine Epen waren Vergil, Homer, Torquato Tasso und vor allem Christoph Martin Wieland, für ihn der letzte und aktuelle Vertreter einer zeitlosen epischen Tradition. Das ritterliche Tugendideal ersetzte er in seinen Epen durch die humanitäre Tugendlehre der Freimaurerei am Beispiel des Templerordens. Seine Ritter-Epen in Stanzen Doolin von Mainz (1787) und Bliomberis (1791) wurden von der zeitgenössischen Kritik gelobt und vom Publikum nachgefragt.
Er verfasste außerdem viele Gelegenheitsgedichte, Oden, Lieder, Sinn- und Lehrgedichte neben zahlreichen Übersetzungen klassischer Dichter. In Zusammenarbeit mit Christoph Willibald Gluck übersetzte er dessen Oper Iphigénie en Tauride ins Deutsche. Seine vom Freimaurertum beeinflussten offen religionskritischen Gedichte Die Duldung, Der Coelibat, Die Priester Gottes und Lied eines alten Juden wurden von den österreichischen Zensurbehörden verboten, konnten aber in Leipzig veröffentlicht werden. Das Lied eines alten Juden ist selbst für das Zeitalter der Aufklärung erstaunlich vorurteilsfrei.

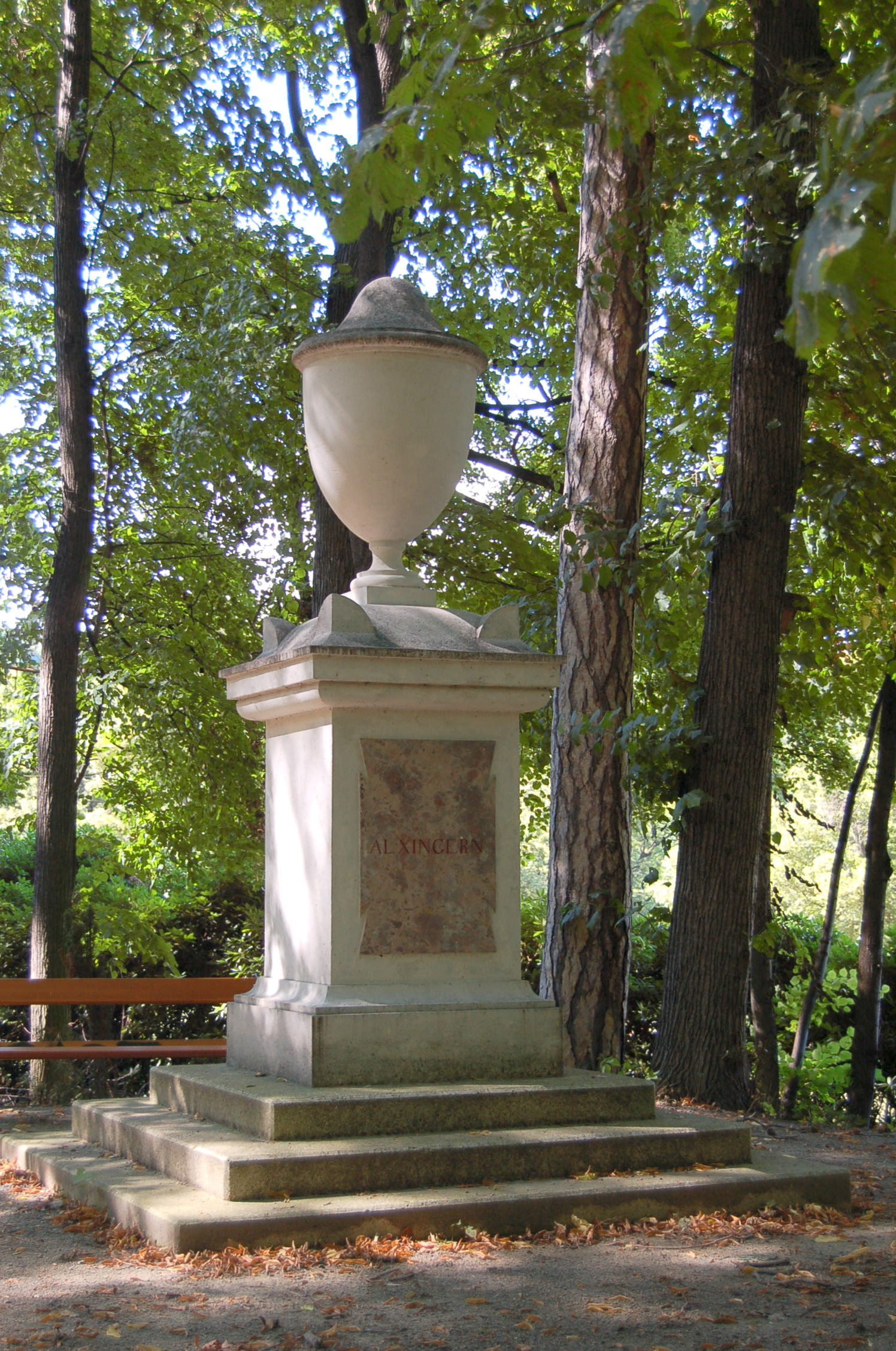
Alxinger-Gedenkstein von Johann Nepomuk Amann im Pötzleinsdorfer Schlosspark

### Gedichtbeispiel
Morgengebet (erste drei Strophen)
Allgüt’ger, der in dieser Nacht,
Mit mehr als väterlichen Sorgen,
Durch seinen Engel mich bewacht,
Im Staub dahin gebückt, dank’ ich dir diesen Morgen.
Es öffne nie mein Auge sich,
Daß ich nicht dich am ersten denke,
Dich Vater zwar, doch fürchterlich,
So bald ich meinen Schritt von deinen Wegen lenke.
Wenn Krankheit ihren Bogen spannt,
So schütze mich; doch, willst du schlagen,
Anbetend ehr’ ich deine Hand;
Gieb mir nur festen Muth, mein Uebel zu ertragen.

## Zitat
Kann man Leute wohl aufgeklärt nennen, die im vollen Ernst glauben, […] dass einen Apfelbiss gutzumachen, Gott Vater sich durch Gott den heiligen Geist einen Gott Sohn habe fabricieren und dann durch die Juden henken lassen müssen, und wie die übrigen Albernheiten heissen mögen, die allen drey Religionen gemein sind?

## Werke
- Gedichte des Herrn Johann von Alxinger. Gebauer, Halle, 1780
- Taschenbuch für Brüder Freymaurer auf das Jahr 1784. Herausgegeben zum Vortheil der Armen. Gassler, Wien, 1784
- J. B. Alxingers sämmtliche poetische Schriften. Leipzig, 1784. (Enthält Gedichte und Eduard der Dritte. Ein Trauerspiel in fünf Aufzugen. Nach dem Franz des Greset.)
- Doolin von Maynz. Ein Rittergedicht. Göschen, Leipzig, 1787
- Alxingers Sämmtliche Gedichte. 2 Bände. Kleinmayer, Klagenfurt und Laibach, 1788 (Enthält Gedichte, die Seneca-Übersetzung Agamannon und die Euripides-Übersetzung Hecuba.)
- Bliomberis. Ein Rittergedicht in zwölf Gesängen. Göschen, Leipzig, 1791
- Ueber Leopold den Zweyten. Vieweg, Berlin, 1792
- Numa Pompilius. Von Alxinger nach Florian. Leipzig und Klagenfurt, 1792
- Alxinger's neueste Gedichte. Camesina, Wien, 1794. (Enthält Gedichte, Die Vergötterung des Hercules. Eine Cantate. und die Euripides-Übersetzung Medea.)
- An Deutschland bey gelegenheit der letzten österreichischen Sitze. Wien, 1795
- Johann von Alxinger's Sämmtliche Werke. 10 Bände. Haase, Wien, 1810